# Cimitero militare di Sorgazza
Il cimitero militare di Sorgazza è un monumento cimiteriale di Pieve Tesino, in provincia autonoma di Trento, dedicato ai caduti della prima guerra mondiale con la divisa del Regio Esercito italiano. Prende il nome dal vicino rifugio di Malga Sorgazza, nella parte settentrionale della Val Malene, ai piedi del massiccio di Cima d'Asta e lungo il corso del torrente Grigno.

## Storia

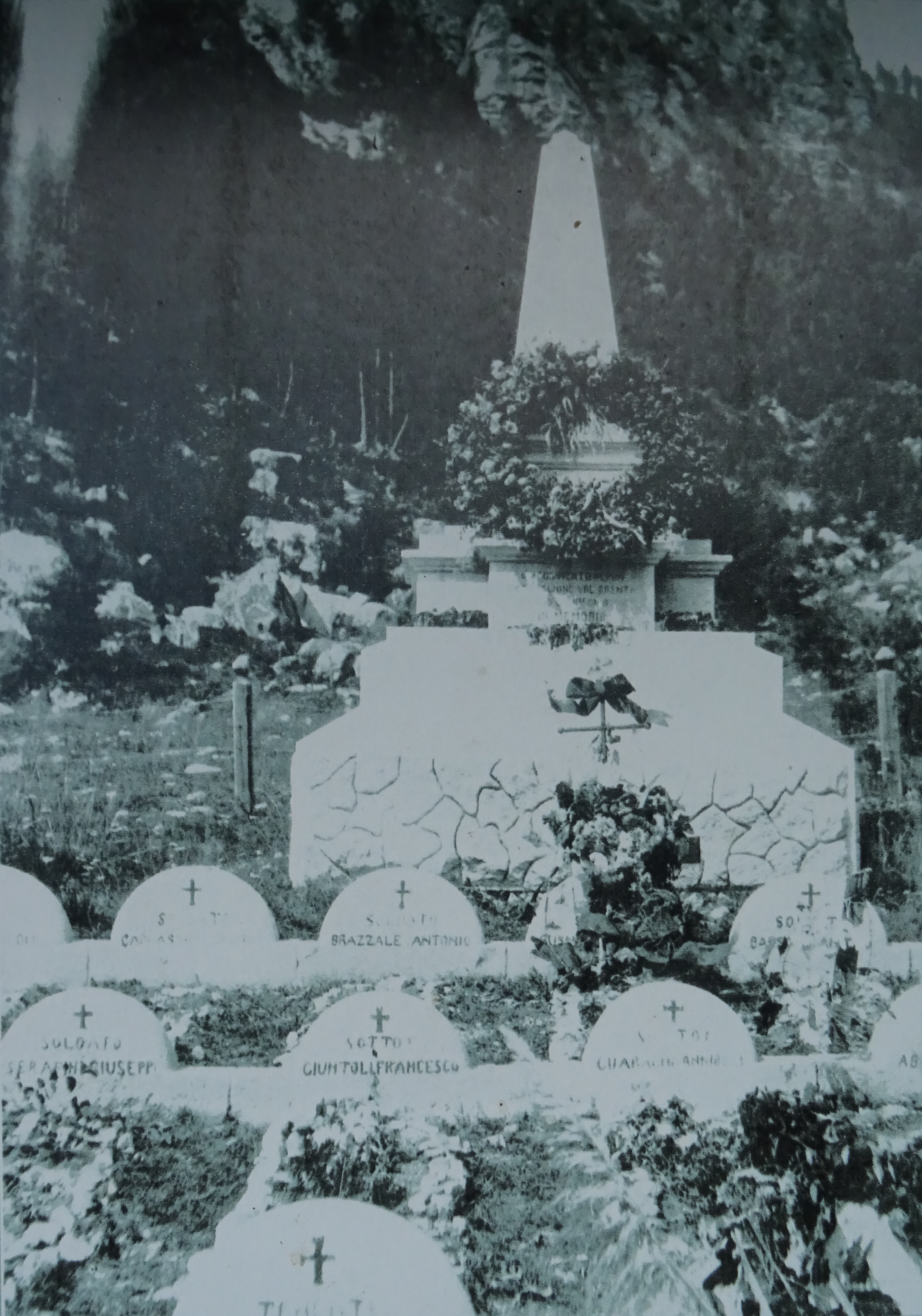
Il cimitero prima del 1923

Nel 1915, all'avvio delle ostilità tra Italia e Austria-Ungheria nell'ambito della prima guerra mondiale, la linea del fronte si spostò più ad ovest rispetto al precedente confine tra i due stati, quindi l'Altopiano del Tesino venne subito conquistato dalle truppe italiane. La zona di Malga Sorgazza, ricadente nel settore "Brenta-Cismon", divenne strategico per il Regio Esercito che, quindi, vi costruì un avamposto per le incursioni verso l'interno della Catena del Lagorai, soprattutto verso la zona del Passo Cinque Croci. Rapidamente venne costruito un villaggio di baracche per alloggiarvi truppe, servizi e materiale bellico, che presto venne migliorato fino a diventare un caposaldo fortificato munito di artiglieria da montagna.
Il cimitero venne edificato nella primavera del 1916 ad opera della 263ª compagnia del Battaglione Val Brenta, che inizialmente vi seppellì le salme di 11 alpini rimasti vittime di una valanga caduta il 9 marzo dello stesso anno. L'intero territorio tornò sotto controllo austriaco nell'autunno del 1917, a seguito del ripiegamento del confine nella pianura veneta successivo alla Battaglia di Caporetto; al momento dello sgombero delle truppe italiane il cimitero ospitava circa 40 caduti. Al termine della Grande Guerra il cimitero venne abbandonato, e nel 1925 le salme vennero prima traslate presso il cimitero comunale di Pieve Tesino, e successivamente in quello di Borgo Valsugana. Nel 1932 esse vennero definitivamente tumulate presso il sacrario militare del cimitero monumentale di Trento.
Dopo decenni di abbandono, nel 2011 iniziò l'opera di recupero da parte del Servizio dei Beni Monumentali della Provincia Autonoma di Trento, nell'ambito del più ampio progetto di recupero dei manufatti in vista delle celebrazioni del Centenario della Grande Guerra. Il progetto di ripristino è costato complessivamente 53000 €, e l'inaugurazione alla presenza delle autorità civili e religiose del territorio avvenne il 2 settembre 2012.

## Descrizione

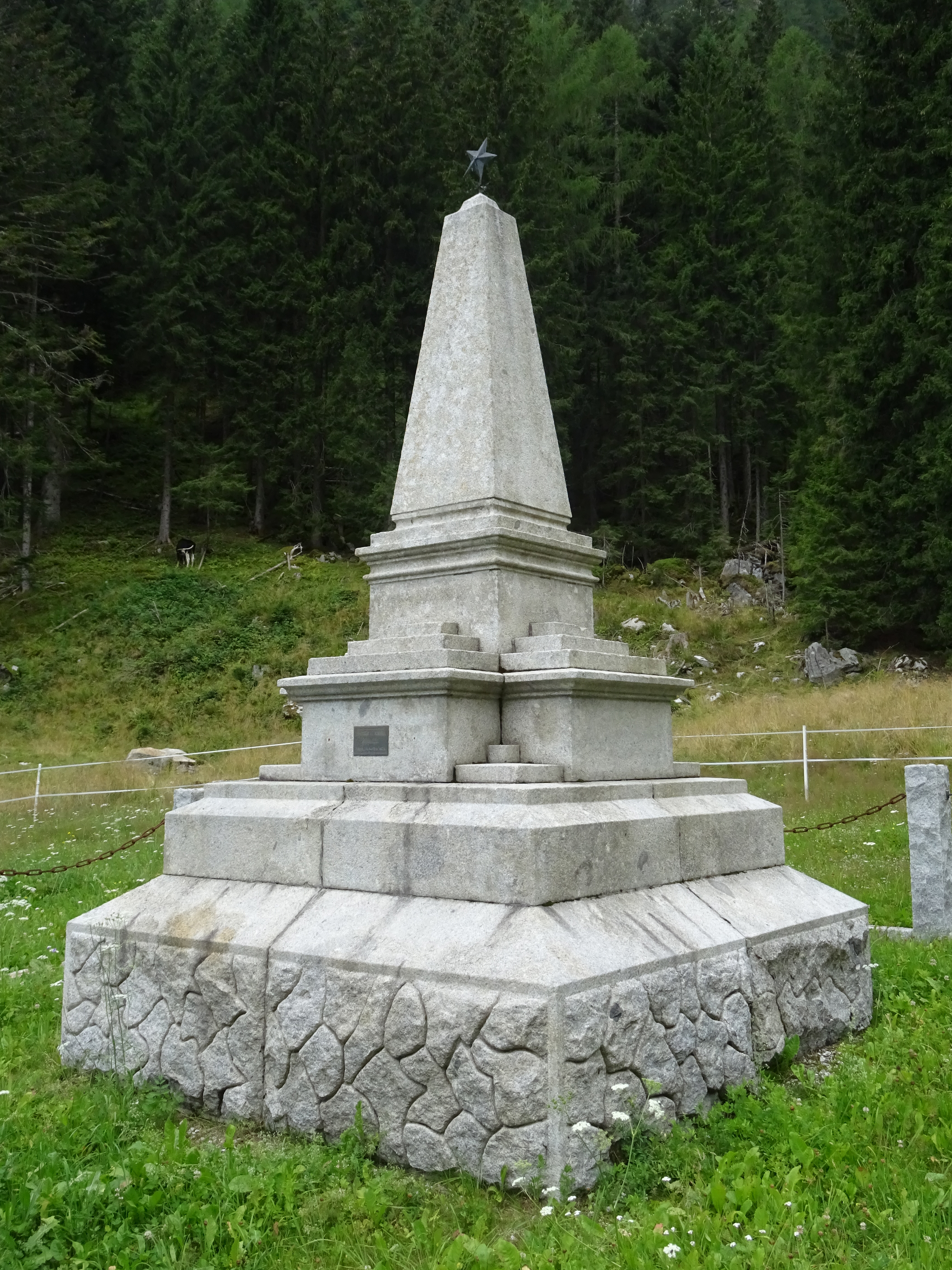
L'obelisco

Il complesso cimiteriale è composto da un'area a forma di croce latina, al cui centro spicca un obelisco monumentale in granito. Di fronte al monumento vennero collocate 39 cippi (nonostante le sepolture furono, in effetti, solo 35) semicircolari, allineati su tre file da 13 cippi ciascuno.
L'obelisco-monumento riporta la dedica “6º reggimento alpini / battaglione Val Brenta / 263ª compagnia / in memoria”. Sui cippi vennero inizialmente riportate le generalità dei caduti, con i nomi scritti con della vernice bianca, che però a causa degli agenti atmosferici e dell'abbandono finirono per essere cancellati.
Il restauro avvenuto nel biennio 2011-2012 consistette nella ridefinizione dell'antico sedime e nella ricollocazione dei cippi nella loro sede originaria. Ad integrazione del vecchio complesso venne posta, in asse all'obelisco, una nuova lapide riportante l'elenco dei caduti, individuati grazie a delle fotografie d'epoca. A lato del complesso, un tabellone illustrativo riporta delle sintetiche note personali sui caduti.